# Ross Taylor
Pour les articles homonymes, voir Taylor.
Ross Croft Taylor (né le 26 avril 1902 à Toronto, mort le 3 mai 1984 dans la même ville) est un joueur canadien de hockey sur glace.

## Carrière
Ross Taylor joue d'abord avec le Toronto Canoe Club dans la Ligue de hockey de l'Ontario et est recruté par Eddie Livingstone en 1926 pour jouer pour les Cardinals de Chicago, équipe de l'Association américaine de hockey, dans sa tentative de rivaliser avec la Ligue nationale de hockey. L'équipe américaine disparaît aussitôt en 1927.
Ross Taylor joue pour les Toronto Varsity Grads, avec qui il remporte en 1927 la Coupe Allan, décernée chaque année à la meilleure équipe amateur.
En tant que membre des Varsity Blues de Toronto, John Porter fait partie de l'équipe nationale du Canada pour les Jeux olympiques de 1928 à Saint-Moritz en tant que titulaire. Il dispute trois matchs et marque deux buts dans le tournoi final.